# Yasuhiro Hiraoka
Yasuhiro Hiraoka (平岡 康裕?, Hiraoka Yasuhiro; Fujinomiya, 23 maggio 1986) è un ex calciatore giapponese, di ruolo difensore.

## Palmarès

### Individuale
- Premio Fair-Play del campionato giapponese: 1

2014